# Nijara
Nijara (arab. نيارة) – miejscowość w Syrii, w muhafazie Aleppo. W 2004 roku liczyła 1337 mieszkańców.